# Gaudí a la millor música original
La següent llista és la de les candidatures nominades i guanyadores del Premi Gaudí a la Millor música original, des de l'any 2009, quan es van crear.

## Palmarès

### Dècada dels 2000
| Any  | Persones               | Pel·lícula                   |
| ---- | ---------------------- | ---------------------------- |
| 2009 | Giulia y Los Tellarini | Vicky Cristina Barcelona     |
| 2009 | Mikel Sala             | Benvingut a Farewell-Gutmann |
| 2009 | Carles Cases           | Forasters                    |
| 2009 | Joan Miquel Oliver     | Myway                        |

### Dècada dels 2010
| Any  | Persones                             | Pel·lícula                           |
| ---- | ------------------------------------ | ------------------------------------ |
| 2010 | Santos Martínez                      | Trash                                |
| 2010 | Carles Cases                         | Eloïse                               |
| 2010 | Jesús Díaz i Fletcher Ventura        | The frost                            |
| 2010 | Dept., Núria Canturri i Joan Riedweg | Xtrems                               |
| 2011 | José Manuel Pagán                    | Pa negre                             |
| 2011 | Xavier Oró i Pep Soórzano            | ¿Dónde se nacionaliza la marea?      |
| 2011 | Arnau Bataller                       | Herois                               |
| 2011 | Santos Martínez                      | La llegenda de l'innombrable         |
| 2012 | Bebo Valdés                          | Chico i Rita                         |
| 2012 | Xavier Capellas                      | Bruc. La llegenda                    |
| 2012 | Eugeni Galperine i Sacha Galperine   | Eva                                  |
| 2012 | Lucas Vidal                          | Mentre dorms                         |
| 2013 | Alfonso de Vilallonga                | Blancaneu                            |
| 2013 | Lluís Llach                          | Jordi Dauder, la revolució pendent   |
| 2013 | Zacarías Martínez de la Riva         | Les aventures de Tadeu Jones         |
| 2013 | Marc Vaillo                          | Orson West                           |
| 2014 | Joan Dausà                           | Barcelona, nit d'estiu               |
| 2014 | Víctor Reyes                         | Grand piano                          |
| 2014 | Pau Vallvé                           | Món petit                            |
| 2014 | Fernando Velázquez                   | Els últims dies                      |
| 2015 | Roque Baños                          | El Niño                              |
| 2015 | Arnau Bataller                       | REC 4: Apocalipsi                    |
| 2015 | Diego Pedragosa i Sergi Cameron      | Els anys salvatges                   |
| 2015 | Zeltia Montes i Simon Smith          | Rastres de sàndal                    |
| 2016 | Joan Valent                          | El Rey de La Habana                  |
| 2016 | Joan Dausà                           | Barcelona, nit d'hivern              |
| 2016 | Nico Cota                            | Truman                               |
| 2016 | Xavier Capellas                      | L'adopció                            |
| 2017 | Sílvia Pérez Cruz                    | Cerca de tu casa                     |
| 2017 | Arnau Bataller                       | The chosen                           |
| 2017 | Fernando Velázquez                   | A monster calls                      |
| 2017 | Gerard Gil                           | La propera pell                      |
| 2018 | Alfonso Vilallonga                   | La llibreria                         |
| 2018 | Ernest Pipó i Pau Boïgues            | Estiu 1993                           |
| 2018 | José González Riera                  | Incerta glòria                       |
| 2018 | Leiva                                | La llamada                           |
| 2019 | Kiko Veneno i Raül Refree            | Entre dos aguas                      |
| 2019 | Diego Navarro                        | El fotògraf de Mauthausen            |
| 2019 | Gerard Pastor                        | Jean-François i el sentit de la vida |
| 2019 | Josep Sanou                          | Petitet                              |

### Dècada dels 2020
| Any               | Persones                          | Pel·lícula                 |
| ----------------- | --------------------------------- | -------------------------- |
| 2020              | Pau Vallvé                        | La vida sense la Sara Amat |
| 2020              | Maika Makovski                    | Quien a hierro mata        |
| 2020              | Raül Refree                       | Ojos negros                |
| 2020              | Sofía Oriana                      | Elisa y Marcela            |
| 2021              | Niño de Elche                     | Niños como todos           |
| 2021              | Alfred Tapscott                   | La vampira de Barcelona    |
| 2021              | Carlos Naya                       | Las niñas                  |
| 2021              | Roque Baños                       | Adú                        |
| 2022              | Arnau Bataller                    | Mediterráneo               |
| 2022              | Derby Motoreta's Burrito Kachimba | Las leyes de la frontera   |
| 2022              | Paul Tyan                         | Libertad                   |
| 2022              | Marcús JGR                        | El ventre del mar          |
| 2023              | Raül Refree                       | Un año, una noche          |
| 2023              | Clara Aguilar                     | Suro                       |
| 2023              | Marc Verdaguer i Joe Robinson     | Pacifiction                |
| 2023              | Andrea Koch                       | Alcarràs                   |
| 2024              | Alfons de Vilallonga              | Robot Dreams               |
| 2024              | Andrea Motis                      | Saben aquell               |
| 2024              | Clara Aguilar                     | Creatura                   |
| 2024              | Maria Arnal i Nora Haddad         | Alteritats                 |
| 2025              |                                   |                            |
| Arnau Bataller    | El 47                             |                            |
| Maria Arnal       | Polvo serán                       |                            |
| Maria Chiara Casà | Casa en flames                    |                            |
| Zeltia Montes     | Salve Maria                       |                            |